# Їжакоплідник виткий
Їжакоплідник виткий, ехіноцистис шипуватий (Echinocystis lobata) — вид рослин з родини гарбузових (Cucurbitaceae); походить з Канади й США.

## Опис
Однорічна трав'яниста рослина 2–6 м завдовжки. Стебла тонкі, сильно розгалужені, у вузлах коротко-пухнасті, лазять за допомогою 3–4-роздільних вусиків. Листя: черешок 1–4 см; листова пластина 2–8(12) см, округла або яйцеподібна, з гострими трикутними лопатями; поверхні голі або шорсткі. Тичинкові квітки зібрані в пазушні китиці чи волоті, маточкові — поодинокі або в пучках. Квітки легко запашні; віночок 8–12(16) мм діаметром. Плід — яйцювата, зеленувата, гола або злегка шорстка, 3–5 см гарбузина з численними шипиками-щетинками; шипики 4–6 мм. Насіння довгасто-овальне, сплюснуте, велике, чорно-коричневе, злегка витягнуте, 12–20 мм завдовжки, 7–8 мм завширшки. 2n = 32..

## Поширення
Батьківщина: Канада й США; інтродукований у Євразії.
В Україні зростає в парках, садах, на балконах — майже на всій території, іноді дичавіє; декоративна рослина.

## Галерея

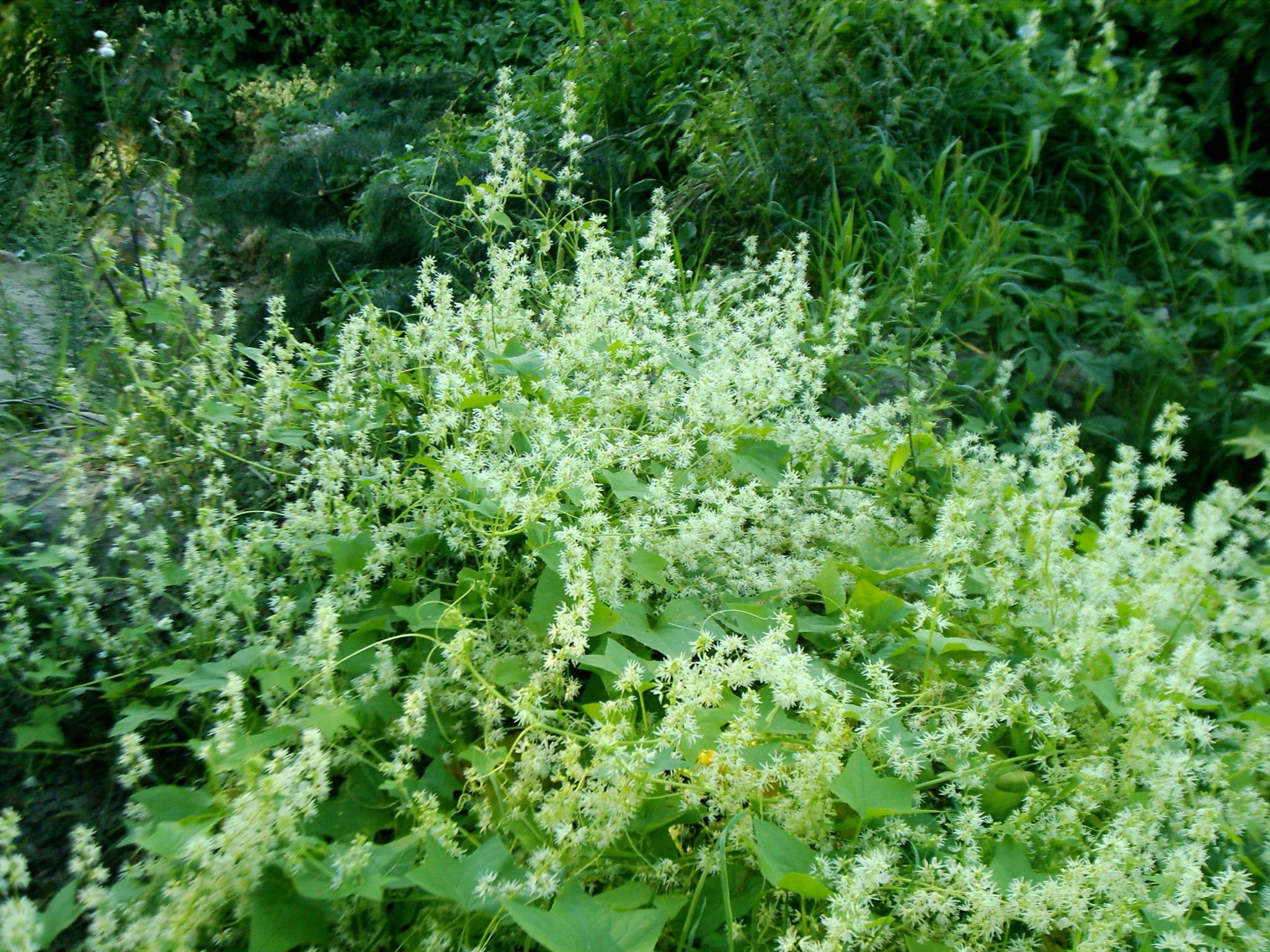
рослини
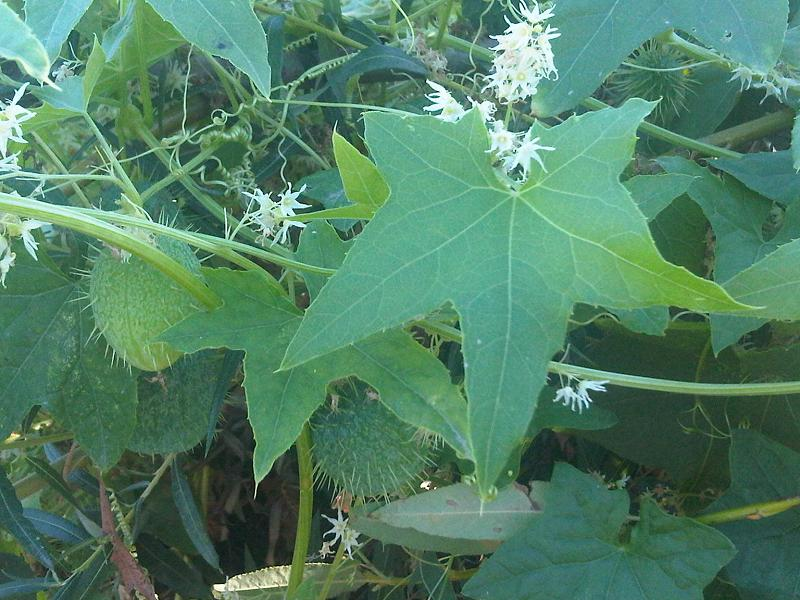
листок
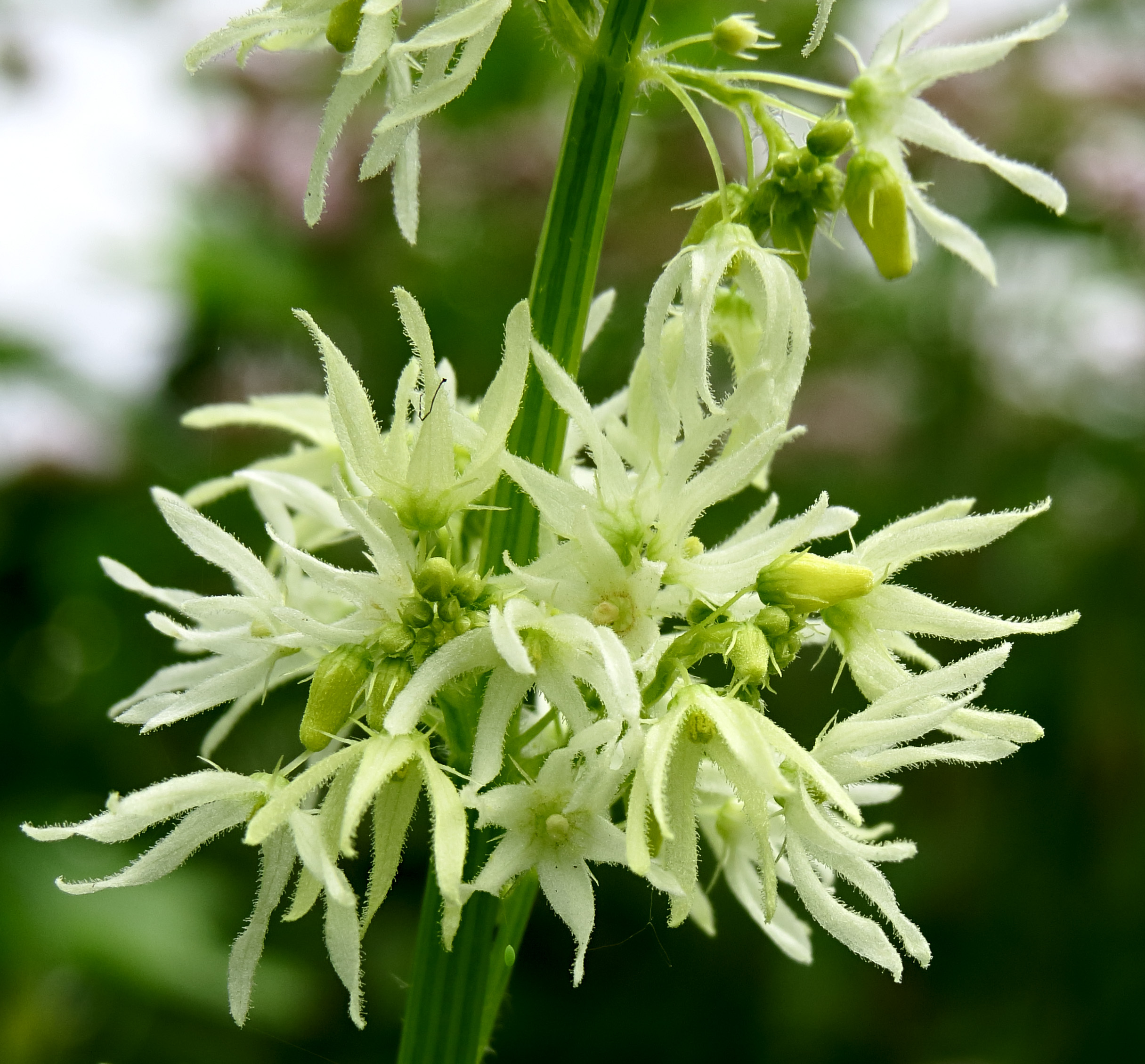
квіти
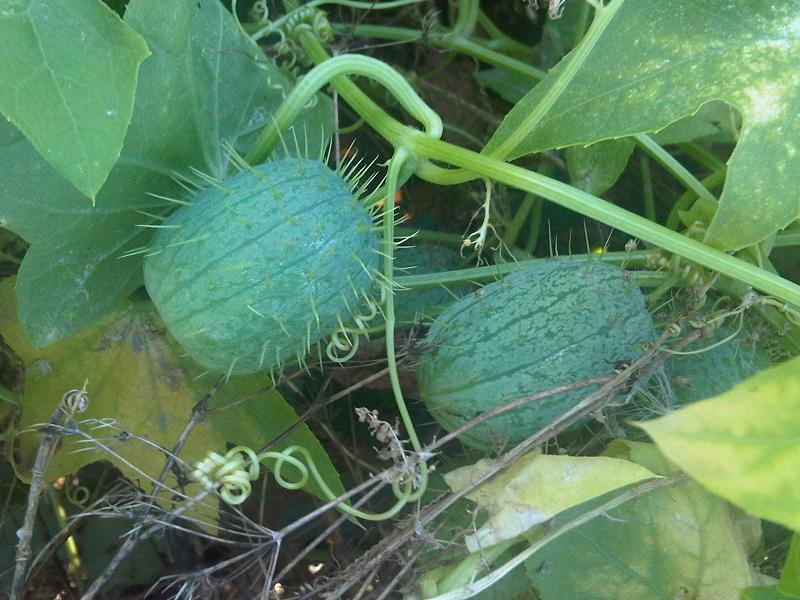
плоди
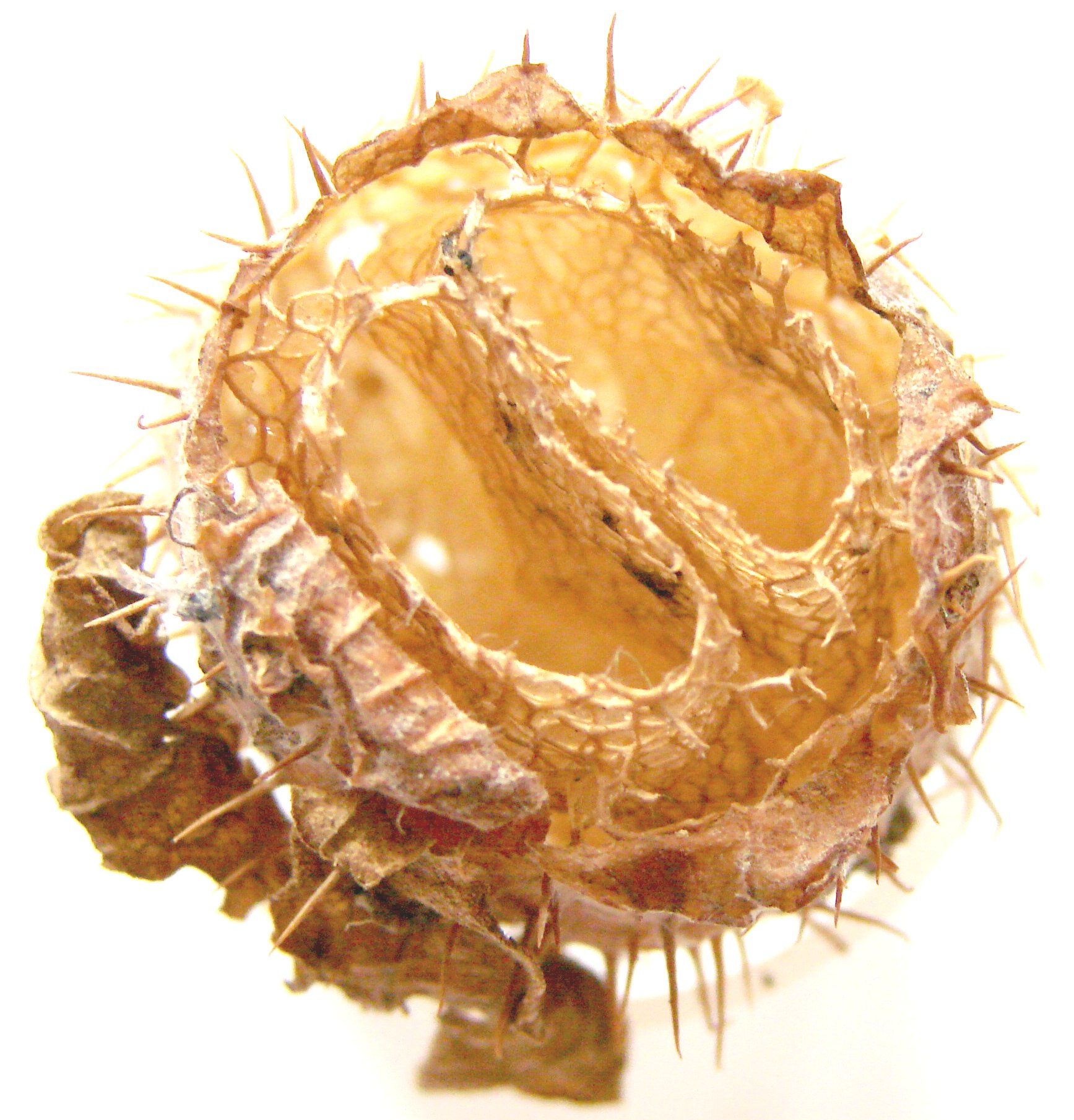
сухий відкритий плід
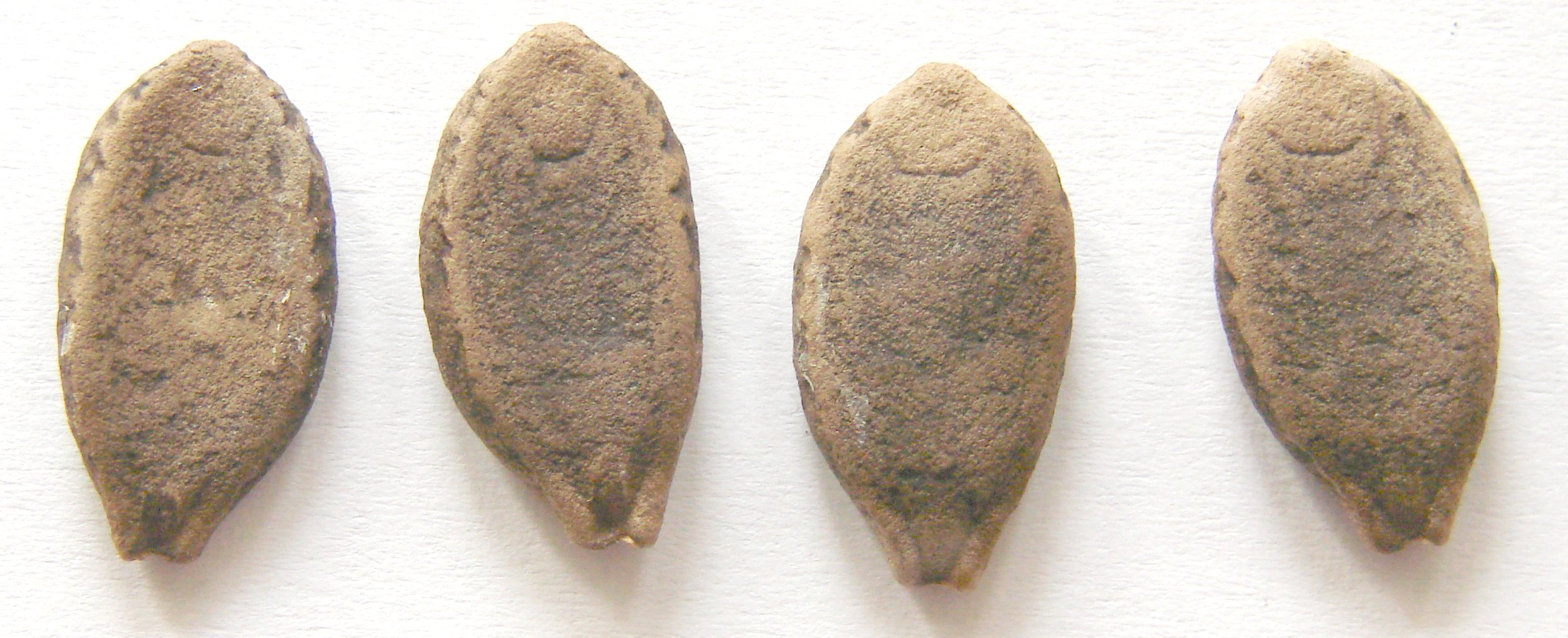
насіння
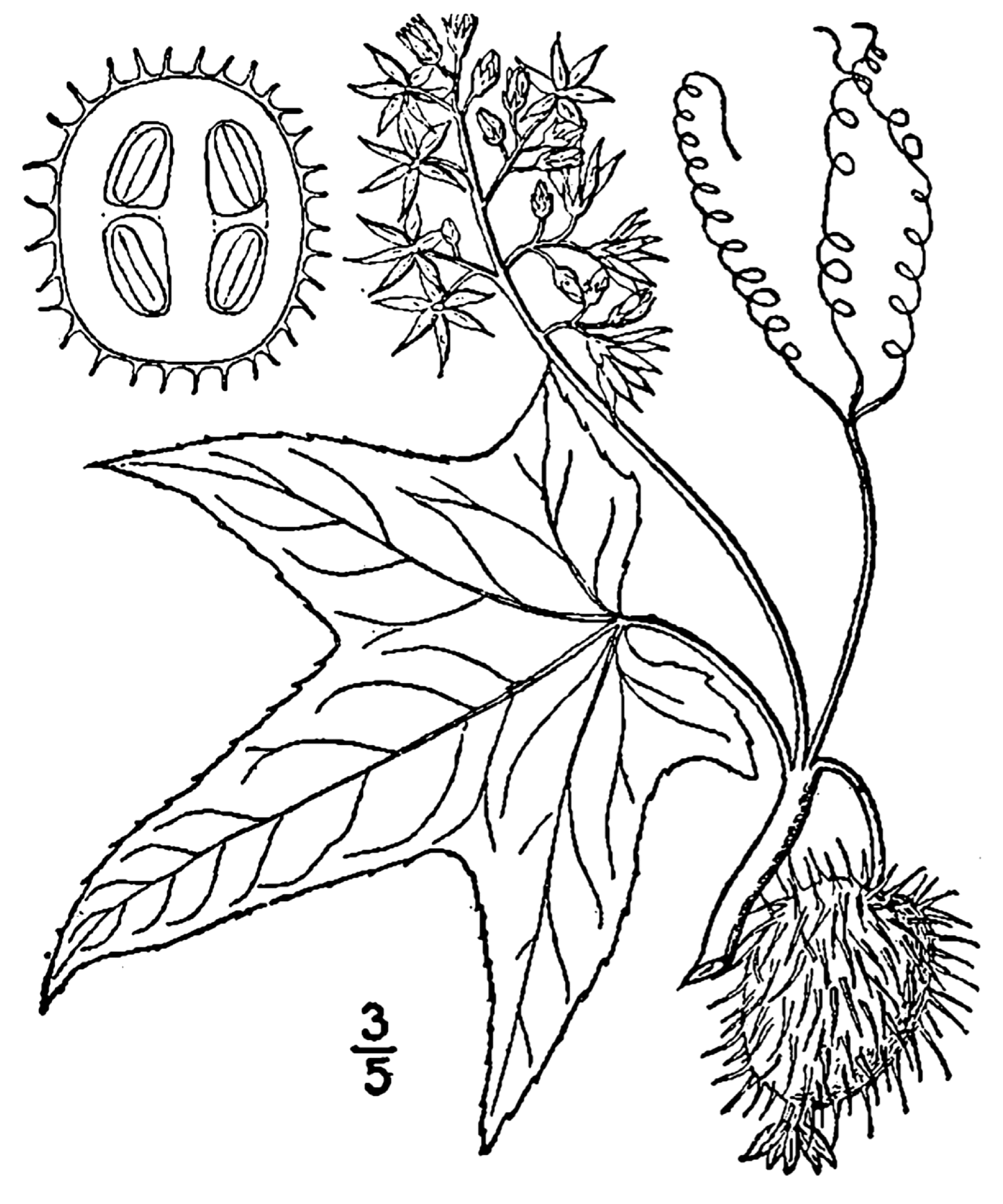
ілюстрація